# Руруа Роман Володимирович
Роман Володимирович Руруа (рос. Роман Владимирович Руруа; нар. 25 листопада 1942, село Мухурча, Гегечкорський район, Грузинська РСР) — радянський борець греко-римського стилю грузинського походження, чотириразовий чемпіон світу, чемпіон та срібний призер Олімпійських ігор. Заслужений майстер спорту СРСР з греко-римської боротьби.

## Життєпис
Перший значний успіх до Романа Руруа прийшов у 1963 році, коли він виграв свій перший чемпіонат СРСР в напівлегкій вазі. Повторна перемога на цих змаганнях в 1964 році принесла йому місце в олімпійській збірній га ігри того року в Токіо. Там він боровся в напівлегкій вазі і виграв п'ять поєдинків та один звів унічию з триразовим чемпіоном світу Імре Пояком з Угорщини. Але через більшу кількість штрафних балів у попередніх сутичках поступився першим місцем угорцю, отримавши лише срібну нагороду. Починаючи з 1966 року, Роман Руруа не зазнавав жодної поразки на міжнародних змаганнях протягом п'яти років. Він виграв чемпіонат світу з греко-римської боротьби в напівлегкій вазі в 1966-67 та 1969 роках, а в 1970 році, перейшовши до легкої вагової категорії, став чемпіоном світу і там. У 1968 році він виграв золото на Олімпійських іграх в Мехіко в напівлегкій вазі. Руруа також змагався на чемпіонаті світу 1971 року, але травмував спину в п'ятому раунді і посів лише шосте місце. У Радянському Союзі, окрім своїх перемог 1963 та 1964 років, спортсмен виграв ще чотири чемпіонські титули: 1965 і 1967 років у напівлегкій вазі та 1970 та 1971 років у легкій вазі. Виступав за ДСТ «Колмеурне» (Тбілісі). Тренери — Нерсес Акопов, Ілля Чхартішвілі.
У 1972 році Руруа закінчив свою спортивну кар'єру.
Закінчив Грузинський політехнічний інститут і почав працювати інженером. У 1988 році він був членом-засновником громадської організації «Спортивна Грузія», а з 1999—2003 років був депутатом парламенту Грузії. Він також був віце-президентом Федерації боротьби Грузії.

## Відзнаки
У 2010 році Роман Руруа був введений до Всесвітньої Зали слави Міжнародної федерації об'єднаних стилів боротьби.
Нагороджений орденом «Знак Пошани», медаллю «За трудову доблесть».

## Спортивні результати на міжнародних змаганнях

### Виступи на Олімпіадах
| Змагання                    | Збірна | Вагова категорія                 | Місце  |
| --------------------------- | ------ | -------------------------------- | ------ |
| Літні Олімпійські ігри 1964 | СРСР   | греко-римська боротьба, до 63 кг | Срібло |
| Літні Олімпійські ігри 1968 | СРСР   | греко-римська боротьба, до 63 кг | Золото |

### Виступи на Чемпіонатах світу
| Змагання                        | Збірна | Вагова категорія                 | Місце  |
| ------------------------------- | ------ | -------------------------------- | ------ |
| Чемпіонат світу з боротьби 1966 | СРСР   | греко-римська боротьба, до 63 кг | Золото |
| Чемпіонат світу з боротьби 1967 | СРСР   | греко-римська боротьба, до 63 кг | Золото |
| Чемпіонат світу з боротьби 1969 | СРСР   | греко-римська боротьба, до 62 кг | Золото |
| Чемпіонат світу з боротьби 1970 | СРСР   | греко-римська боротьба, до 68 кг | Золото |
| Чемпіонат світу з боротьби 1971 | СРСР   | греко-римська боротьба, до 68 кг |        |